# Sigurd Janssen

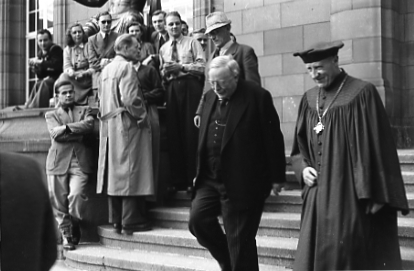
Janssen als Rektor im Talar und Ministerpräsident Reinhold Maier 1952 vor der Freiburger Universität

Sigurd Janssen (* 17. Februar 1891 in Düsseldorf; † 6. Mai 1968 in Freiburg im Breisgau) war ein deutscher Arzt und Pharmakologe und der erste Rektor der Albert-Ludwigs-Universität Freiburg nach dem Zweiten Weltkrieg.

## Leben
Er war ein Sohn des Bildhauers Karl Janssen und seiner Frau Eleonore geb. Pusch. Auch der Großvater väterlicherseits, ein Großonkel (Johann Peter Hasenclever) und ein Onkel (Johann Peter Theodor Janssen) waren bildende Künstler. Sigurd studierte in München, Kiel sowie – nach vierjähriger Unterbrechung durch Militärdienst im Ersten Weltkrieg – in Düsseldorf und Heidelberg Medizin. Nach dem Staatsexamen 1921 fertigte er am Heidelberger Pharmakologischen Institut bei Rudolf Gottlieb seine Doktorarbeit an und war anschließend dort Assistent. 1923 wechselte er zu Paul Trendelenburg an das Pharmakologische Institut der Universität Freiburg. Dort habilitierte er sich 1926 mit der Arbeit Der Gaswechsel des Skelettmuskels im Tonus. Im Herbst 1927 folgte er Paul Trendelenburg an das Pharmakologische Institut der Friedrich-Wilhelms-Universität Berlin, blieb aber nur wenige Wochen. Dann wurde er auf den durch Trendelenburgs Weggang freigewordenen Freiburger Lehrstuhl berufen und trat dort am 2. November seinen Dienst an.
Janssen leitete das Freiburger Institut an der damaligen Katharinenstraße bis 1960 – 32 Jahre, in die die Zeit des Nationalsozialismus, der Zweite Weltkrieg und die Zerstörung Freiburgs und des Pharmakologischen Instituts beim Bombenangriff am 27. November 1944 fielen. Ins Institut schlug eine Bombe ein, weitere acht fielen im Umkreis von 30 Metern. Vier Personen waren im Institut, darunter Janssen, der im Dachgeschoss seine Dienstwohnung hatte. Die langjährige Mitarbeiterin Margareta Kötter (1908–1994) notierte: „Ihnen ist zu danken, daß das Institut nicht abgebrannt ist. Der 28. November bietet ein trostloses Bild: qualmende Trümmer, eine fahle Sonne scheint durch den beißenden Rauch. Unvergeßlich der Anblick des erhalten gebliebenen Münsterturms inmitten der zerstörten Altstadt.“
Zwischen 1933 und 1953 spielte Janssen wissenschafts- und hochschulpolitisch als Vorsitzender der Deutschen Pharmakologischen Gesellschaft und erster Nachkriegsrektor der Freiburger Universität keine geringe Rolle (s. u.).
Beim Wiederaufbau waren die Studenten verpflichtet zu helfen. Eine Studentin schilderte ihre Erfahrung in der Badischen Zeitung vom 7. Mai 1946: „Nähert man sich dem Viertel zwischen Albert- und Johanniterstraße, so stößt man auf ein geschlossenes Aufbaugebiet. … Freiburger Studenten und Studentinnen sind unter fachkundiger Leitung dabei, die Universitätsinstitute wieder aufzubauen. Vom Dach der Pharmakologie sollen vier schwere Eisenträger auf die Straße befördert werden. Zwei Studentinnen sperren die Straße ab und händeln mit ein paar Frauen herum, die meinen, sie müßten unbedingt ‚nur noch ganz schnell‘ unten durchlaufen. Ein ‚Hau-Ruck‘, eine letzte Kraftanstrengung – die letzten Neugierigen verflüchtigen sich schleunigst, und mit ohrenbetäubendem Knall schmettern die Eisenträger in die Tiefe. … Diese Tätigkeit wird entschädigt durch muntere und ernsthafte Gespräche, die Skala ist gar nicht auszumessen, sie reicht von Nietzsche bis Willy Forst, von Richard Wagner bis Peter Kreuder, von Caruso bis zu den The Andrews Sisters.“
Im Juni 1949 wurde das Institut seiner Bestimmung wieder übergeben. Im Dachgeschoss, nicht länger Direktorenwohnung, sondern Labortrakt, gewährte Janssen dem befreundeten Physiologen Paul Hoffmann Unterkunft, dessen Institut völlig zerstört war. Von 1952 bis 1960 wurde neben der Pharmakologie ein neues gemeinsames Gebäude für die Physiologie und die Biochemie errichtet.
1951 erschienen nach sechsjähriger Pause wieder Publikationen aus der Freiburger Pharmakologie. 1960 wurde Janssen emeritiert. 1944 ausgebombt, wohnte er bis zu seinem Tode in der Sonnhalde 14 in Freiburg-Herdern.

## Forschung
Sein Lehrer Paul Trendelenburg regte Janssen zu einem seiner zwei Hauptinteressengebiete an: der Physiologie und Pharmakologie der Hormone. Er zeigte 1928 neben Anderen aus Trendelenburgs Gruppe, dass das antidiuretische Hormon der Hypophyse (ADH) direkt auf die Niere wirkt und nicht, wie damals noch angenommen, primär auf das Gehirn. Während seines eigenen Ordinariats wandte er sich der Beziehung zwischen dem Hypophysenvorderlappen und der Schilddrüse zu. In Freiburg wurde erstmals Thyreotropin im Blut nachgewiesen.
Nach dem Krieg entstanden ein kleiner Laxantien- und ein größerer Diuretika-Schwerpunkt. Bisacodyl, Dulcolax®, ist vermutlich das weltweit häufigst angewendete synthetische Abführmittel. In der Dr. Karl Thomae GmbH in Biberach an der Riß synthetisiert, wurde es in Freiburg zuerst untersucht. Es wirke auf den Dickdarm, und zwar „durch direkten Kontakt mit der Darmschleimhaut“, und weil es untoxisch sei, seien „die Voraussetzungen für eine Anwendung … beim Menschen gegeben“.
Das zweite Hauptinteressengebiet Janssens war die Beziehung zwischen dem oxidativen Stoffwechsel und damit der Wärmeproduktion einerseits und der Organdurchblutung andererseits. Diese Beziehung war schon, auf den Skelettmuskel bezogen, Thema seiner Habilitationsschrift von 1927, und schon damals musste er sich mit der Messung der Organdurchblutung auseinandersetzen.
Zur selben Zeit wollte er die Wärmeproduktion und Durchblutung der Niere messen. Dabei kam es zum Kontakt mit Hermann Rein, der sich soeben in Freiburg für Physiologie habilitiert hatte. Der Kontakt führte zur sogenannten Thermostromuhr, einem Durchflussmessgerät, meist „Reinsche Thermostromuhr“ genannt. Jedoch ließen Interpretationsprobleme Janssen 1927 das Thema zurückstellen. Erst dreißig Jahre später griff er es wieder auf: „Die Wärmebildung der Niere wurde von Janssen u. Rein (1927) aus der Temperaturdifferenz des arteriellen und venösen Blutes und der Größe der Durchblutung berechnet. Da Bedenken auftauchten, ob die Messung der Nierendurchblutung mit der … Thermostromuhr (Rein u. Janssen, 1927) hinreichend sichere quantitative Aussagen zulasse, sind diese Versuche nicht weitergeführt worden.“ Die Arbeit von 1957 zeigt mit nun einwandfreier Messtechnik, dass die Wärmeproduktion in der Nierenrinde doppelt so hoch ist wie im Mark.
Die Forschung im Freiburger Pharmakologischen Institut während Janssens langem Ordinariat war, obschon originell und, wie das Bisacodyl zeigt, praktisch folgenreich, nicht exzeptionell. „Aber mit Bewunderung erfüllt, wie er ein wichtiges Thema, das der Autoregulation der Durchblutung, sein Leben lang festgehalten und fortgebildet hat. Die Unterbrechung Ende der 1920er Jahre und die Wiederaufnahme in den 1950er Jahren nach methodischer Vervollkommnung sind mustergültige Naturforschung.“
Drei Schüler Janssens wurden auf Lehrstühle berufen: Arnold Loeser (1902–1986; Lehrstuhl für Pharmakologie in Münster), Otto Heidenreich (* 1924; Lehrstuhl für Pharmakologie in Aachen) und Klaus Hierholzer (1929–2007; Lehrstuhl für Klinische Physiologie der Freien Universität Berlin).

## Vorsitzender der Deutschen Pharmakologischen Gesellschaft
Als 1933 der Vorstand der Deutschen Pharmakologischen Gesellschaft seiner jüdischen Mitglieder Werner Lipschitz, Otto Loewi und Otto Riesser wegen zurücktrat, bildeten Janssen und der Berliner Pharmakologe und Gegner des Nationalsozialismus Wolfgang Heubner bis zur nächsten Mitgliederversammlung einen interimistischen Vorstand. Die Mitgliederversammlung fand 1934 in Göttingen statt, nach Heubners Tagebuch „mit etwa 30–40 Teilnehmern – nur reichsdeutsche Nichtjuden. Jedoch machte Janssen seine Sache gut, die gebotene Satzungsänderung (über das Genehmigungsrecht des Reichsministers des Innern für den Vorstand) ging glatt und ruhig vor sich.“ Janssen wurde zum Vorsitzenden gewählt, für 1934/35 und dann wieder für 1935/36. Seine Eröffnungsansprachen bei den Tagungen der Gesellschaft 1935 in München und 1936 in Gießen waren knapp und sachlich, bar der Reverenz seines Nachfolgers Ferdinand Flury vor den Machthabern bei der Tagung 1938 in Berlin.

## Erster Nachkriegsrektor der Universität Freiburg

### Das Kriegsende
In einem undatierten „Bericht über die Zeit vom 25. April 1945 bis 19. Dezember 1945“ beschreibt Janssen die Universität am Kriegsende: „Im Verlauf der kriegerischen Ereignisse hatte sich die Albert-Ludwigs-Universität personell und materiell aufgelöst. Durch den Luftangriff am 27. November 1944 war sie so schwer getroffen, daß ein Unterricht nicht mehr möglich war. Die Professoren, Dozenten, Studenten, Beamten und Angestellten der Universität wurden durch die Kreisleitung zu Schanzarbeiten und zur Herstellung der Verteidigungsbereitschaft des Westwalls in das Elsass und die Umgebung Freiburgs abkommandiert. Zwar trat der Rektor allen Gerüchten einer Verlagerung der Universität entgegen, aber praktisch war die Albert-Ludwigs-Universität geschlossen. … Examina wurden abgehalten und die Fakultätssitzungen, in denen die jeweilige Lage besprochen wurde, regelmäßig fortgesetzt. Die letzte Fakultätssitzung, auf der man abzuwarten beschloß, dauerte am 21. April 1945 bis 13.00 Uhr. Dann schlichen die Mitglieder durch die völlig menschenleeren Straßen, um die Besetzung der Stadt über sich ergehen zu lassen.“ An diesem Samstag, wurde Freiburg, im Wesentlichen kampflos, von den französischen Streitkräften eingenommen.

### „Ein revolutionärer Vorstoß“
Schon vier Tage später, am 25. April, noch vor der endgültigen Kapitulation der Wehrmacht, traten zuerst die Fakultäten und dann eine Vollversammlung der Dozenten zusammen, um „in einem geschichtlichen Augenblick und in einem revolutionären Vorstoß, einzig wohl in Deutschland“, wie der Theologe Joseph Sauer schrieb, ihre alte Eigenschaft als selbständige Körperschaft wiederzugewinnen, von der NS-Führerverfassung zum Kollegialprinzip, von der Ernennung der Funktionsträger zur Wahl zurückzukehren. Die Medizinische Fakultät schlug Janssen als Rektor vor. Er war „als kluger und nachdenklicher Mann bekannt und (hatte) die NS-Zeit politisch unbelastet überstanden. Neben ihm wurden der Psychiater Kurt Beringer und der Wirtschaftswissenschaftler Walter Eucken als Kandidaten für die Rektorwahl aufgestellt; Janssen erhielt jedoch ein einstimmiges Votum der Plenarversammlung. Damit war es – wie schon mehrfach in der Universitätsgeschichte – einem Mediziner auferlegt, die Leitung der Hochschule in einem ihrer schwierigsten Augenblicke und in einem deletären Zustand zu übernehmen.“ Zum Prorektor wurde der Jurist Franz Böhm gewählt.
Im Rückblick kaum mehr vorstellbar schwierig war in der Tat die Lage der Universität. In der zerstörten Stadt herrschte neben tiefer Erschöpfung äußerster Mangel an allem, besonders an Nahrung, Kleidung, Wohnraum und medizinischer Versorgung. Nicht nur Deutsche und Franzosen begegneten sich mit Misstrauen, auch die Universitätsangehörigen untereinander, von denen sich einige dem Nationalsozialismus ferngehalten, viele aber angeschlossen oder willfährig gezeigt hatten. In der ersten Unterredung mit der Militärregierung wurde Rektor und Prorektor mitgeteilt, General Eisenhower habe den Unterricht an den Universitäten bis auf weiteres untersagt. Es wurde gefragt ob sie, Rektor und Prorektor, der Partei angehört hätten. Sie verneinten. Als der Rektor darauf hinwies, dass Lehrstühle in der Theologischen Fakultät fehlten, erwiderte ihr französischer Gesprächspartner, dafür seien ja neuartige Lehrstühle, zum Beispiel für Rassenkunde und Wehrwissenschaft, eingerichtet worden. Als der Rektor fragte, ob es möglich wäre, Reisegenehmigungen zu Instituten außerhalb von Freiburg zu bekommen, wurde er informiert, dass die Wege nicht frei seien, weil sich im Schwarzwald noch SS-Einheiten befänden, hauptsächlich ganz junge Leute, fanatische Nationalsozialisten. Man frage sich, warum diese noch kämpften, und könne sich nicht in ihre geistige Einstellung hineinversetzen. Für die Haltung dieser Jugend seien auch die Universitäten verantwortlich. Was die Universität Freiburg denn getan habe, um den Geist der Verwilderung der Jugend zu bekämpfen.
Einige Monate wurde erwogen, sich in Baden mit der Universität Heidelberg zu begnügen und die Universität Freiburg in ihren Trümmern untergehen zu lassen. „Die Erneuerung der Universitäten in Freiburg und Tübingen müßte auf ihre Schließung herauslaufen,“ meinte zum Beispiel der Leiter der Direction de l’Éducation Publique Raymond Schnittlein.
Dies verhindert und die Universität erhalten zu haben, ist nicht zuletzt ein Verdienst Janssens.

### Wiedereröffnung, Rücktritt und Wiederwahl
Am 17. September 1945 wurde zunächst die Theologische Fakultät, damit aber auch die Universität wieder eröffnet. Ein Auszug der Eröffnungsansprache von Rektor Janssen steht in der Diskussion zu diesem Artikel.
Der Rektor betonte die Abkehr von den vergangenen zwölf Jahren und die Verpflichtung zum Neubeginn. Doch werden auch zwei Probleme deutlich. Das eine war der Umgang mit der Vergangenheit. „Wir haben die Pflicht zum offenen Bekenntnis von Recht und Unrecht!“ Der Nationalsozialismus wird aber nicht beim Namen genannt. Dass die Universität seine Eingriffe „seit 1934 bekämpft“ habe, ist ein Euphemismus. Das Bekenntnis von nationalsozialistischem Unrecht wurde durch kollegiale Rücksichtnahmen, Standessolidarität eingeschränkt; die Épuration, die Entnazifizierung, gelang nur beschränkt. Das zweite Problem war die Autonomie der Universität. „Wir haben aber auch die Pflicht, die Freiheit unserer Arbeitsstätte, der Universität, zu schützen.“ Es gab immer wieder Reibereien mit den Franzosen, die ein Vierteljahr später zum Eklat führten: Der Senat unter Janssen weigerte sich, einen von der Militärregierung favorisierten Geographen zu habilitieren. Darauf machte Gouverneur Jacques Schwartz deutlich, Janssen, von jener Vollversammlung der Dozenten gewählt, sei nur de facto und nicht de jure Rektor gewesen und könne hinfort nicht mehr akzeptiert werden. Janssen trat am 13. Dezember zurück.
Zwei Jahre später wurde er  für 1952/53 erneut zum Rektor gewählt. Außerdem war er 1947/48 Dekan der Medizinischen Fakultät.

## Der Mensch Sigurd Janssen
Sein Schüler Klaus Hierholzer schreibt: „Janssen war ein vorbildlicher, fairer und unbestechlicher Mensch. Damals war sein guter Freund Paul Hoffmann mit seinem Physiologischen Institut bei uns untergebracht. Janssen hatte als Mitglied der Firma Henkel offenbar reichlich Geldmittel zur Verfügung. Trotzdem war er immer bescheiden und lebte einen einfachen Lebensstil. Er war Besitzer eines VW-Käfer und ließ sich zusammen mit Hoffmann oft von mir kutschieren, sogar nach Italien und Österreich. Zu seinen beruflichen Freunden gehörten Edith Bülbring und Marthe Vogt, die uns besuchten. Oft zu Besuch kann der Maler Julius Bissier, von dem Janssen einige sehr gute Bilder erworben hatte. Janssen hatte übrigens eine makellose politische Vergangenheit und hatte auch enge Kontakte zu den Neuropathologen Oskar Vogt und Cécile Vogt (den Eltern von Marthe Vogt).“
Für Bissier, der in den zwölf Jahren des Nationalsozialismus nicht ausstellen durfte, richtete Janssen in seinem Institut ein Atelier ein.
Oft besuchte er Martin Heidegger in dessen Haus Rötebuckweg 47. Man fuhr mit Janssens Auto in die Umgebung, und 1933 unternahmen die beiden eine Paddeltour auf der Donau. Später, als Janssen in der Sonnhalde wohnte, waren Heideggers häufig bei ihm zu Gast. Janssen betätigte sich auch als ihr Hausarzt. Über Jahrzehnte blieben der Pharmakologe und der Philosoph Freunde.
„Mit unendlicher Geduld züchtete er Blumen, und das Bild des nachdenklich durch den Institutsgarten wandernden Chefs ist jedem seiner ehemaligen Mitarbeiter unvergeßlich.“ Präziser: er züchtete Iris-Varianten, im Institutsgarten sowohl als auch in der Sonnhalde 14. Jetzt (2010) sind sie von beiden Orten verschwunden.